# Антонов Ан-124
Антонов Ан-124 Руслан (укр. Антонов Ан-124 Руслан) је стратешки транспортни авион на млазни погон. Развио га је совјетски АНТК Антонов. По димензијама и носивости надмашивао га је авион који је настао у истом пројектном бироу – Ан-225 (израђен у само једном примерку) а сад га надмашује и Ербас А380-800F. До појаве Ербас А380-800F је био највећи серијски произведен теретни ваздухоплов. Сада је, уколико се рачуна и Ан-225, трећи по величини транспортни авион на свету.
Иако то у совјетском ваздухопловству није пракса, уз ознаку AН-124 добио је i службено име. Назван је по Руслану, џину из руских бајки.
Престиж Руслана потврђен је обарањем 21 светског рекорда u разним дисциплинама лета. Подигао је терет од 171.219 kg на висину од 2000 m и прелетао је без слетања 20.150,92 km.
Први лет се догодио током 1982. године, а издата је цивилна дозвола дана 30. децембра 1992. године. Данас, преко 40 ових авиона лети.

## Историјат
Совјетски политички и војни врх је 1977. године наложио бироу „Антонов“ да пројектује тешки транспортни авион од 150 тона корисног терета. Амбициозни планови експлоатације сибирских природних богатстава могли су се остварити само ако се непрегледна, готово ненасељена пространства повежу ваздушним путевима. „Самаљет 400“ је била шифра авиона који је требало да надмаши све до тада створене транспортере, a нарочито америчког конкурентна C-5 Galaxy. Тим предвођен главним конструктором Петром Балабујевим обликовао је авион складних линија погоњен најмоћнијим постојећим млазним моторима Д-18T.
Ан-124 је произвођен паралелно у две фабрике: Авиастар-СП из Уљановска и Кијевској АВИАНТ, а серијска производња престала је са распадом Совјетског Савеза. Последњих пет недовршених конструкција довршени су 2001. (1), 2002. (1) и 2004. (3). Иако се тренутно Ан-124 не производи, Русија и Украјина су договорили наставак производње у 2008. години.
Први израђени авиони АН-124 предвиђени су само за војно коришћење са веком трајања од 7500 сати лета, с могућности продужења. Ипак, многи авиони летели су и преко 15.000 сати. Као одговор на приговоре корисника, авиони израђени након 2000. године (Ан-124-100) могу летети до 24.000 сати. И старије конструкције су прерађене ради постизања тог стандарда.

## Конструкција
Основна конструкција израђена је од легура алуминијума, а остали делови су од композитних материјала. Шасија је састављено од главног стајног трапа који има 10 ногу са 20 точкова, опремљених гумама ниског притиска, и две носне ноге са по два точка. Предње носне ноге могу лећи, са чиме се увелико олакшава утовар и истовар. Војна верзија може понети преко 150 тона терета, а на горњој палуби иза центроплана крила могу се сместити 88 путника. Ради ограничене могућности стављања главног теретног простора под притисак (3,57 Рci), врло ретко превози војнике, углавном падобранце. Ан-124 наликује америчком Локид C-5 Галаки, но може понети 25% више корисног терета. Коришћен је за превоз локомотива, јахти, трупа авиона, крила, као и разног вангабаритног терета. Нос се подиже да би се олакшао утовар возила. Хидраулични систем може да промени висину стајног трапа тако да предњи део авиона „клекне“ за три степена. За управљање кабастим теретом уграђене су две дизалице носивости по 10 тона и два витла по 3 тоне вучне силе. Под теретне кабине је у целости израђен од титанијума. Горња палуба са простором за 80 путника је под притиском.

## Варијанте
- Ан-124 Руслан

Стратешки превоз тешких авиона.
- Ан-124-100

Комерцијални транспортни авион.
- Ан-124-100М

Комерцијална транспортна верзија опремљена Западном електроником.
- Ан-124-102

Комерцијална транспортна верзија са пилотском кабином опремљеном ЕФИС системом.
- Ан-124-130

Предложена верзија.

## Корисници

### Војни
- Русија
  - Ваздухопловни савез Русије

### Цивилни
- Бугарска
  - ЕрКарго Булгарија (1)
  - Рашн карго (1)
- Либија
  - Либијан Араб ер карго (2)
- Русија
  - Волга-Днепр ерлајнс (10 + 5 поручених)
  - Полет ерлајнс (8 + 5 поручених)
- Украјина
  - Антонов ерлајнс (7)
- УАЕ
  - Максимус ер карго (1)

## Спецификације

### Основне карактеристике:
- посада: 6
- капацитет: 88 путника
- дужина: 68,96 м
- распон крила: 73,3 м
- површина крила: 628 м 2
- висина: 20,78 м
- маса авиона: 175.000 кг
- максимална полетна маса : 405.000 кг

### Летне карактеристике:
- највећа брзина: 865 km/h
- економска брзина: 800–850 km/h
- долет: 5.400 км
- највећа висина лета: 12.000 м
- специфично оптерећење крила : 365 кг / м 2
- мотори: 4 × Лотарев Д-18Т турбофен мотора

## Видите још
- Антонов Ан-225

### Сличних авиона
- Ербас А380
- Боинг 747-8F
- C-5 Галакси
- Сухои КР-860